# Viola aurea
Viola aurea är en violväxtart som beskrevs av Albert Kellogg. Viola aurea ingår i släktet violer, och familjen violväxter. Inga underarter finns listade i Catalogue of Life.